# Пермская железная дорога
Пе́рмская желе́зная доро́га — казённая железная дорога в Российской империи, затем РСФСР и СССР.
Образована в 1900 году при объединении Пермь-Тюменской (до 1897 года — Уральская горнозаводская железная дорога) и Пермь-Котласской дорог. Основные линии дороги построены в 1878−1916 годах. Дорога проходила по территории Вологодской, Пермской, Оренбургской, Вятской, Тобольской губерний. Дорога соединяла Сибирь и Урал с центральной Россией.

## История
Изыскания по трассе дороги Пермь — Екатеринбург велись с 1871 года. В 1874 году образована акционерная компания «Общество Уральской горнозаводской железной дороги». В ходе строительства дороги возведено 646 искусственных сооружений, в том числе 316 мостов и тоннель. В строительстве принимал участие Пётр Ионович Губонин.
С 1896 года дорога находилась в собственности казны. В 1898 году переименована в Пермь-Тюменскую железную дорогу.
В 1899 году запущена Пермь-Котласская железная дорога.
В 1900 году объединением Пермь-Котласской с Пермь-Тюменской железной дорогой образована Пермская железная дорога.
- В 1909 году открыто движение на линии Пермь — Кунгур — Шаля — Кузино — Екатеринбург[4]. В 1912 году — Нижний Тагил — Алапаевск.[источник не указан 4811 дней]
- В 1913 году — Тюмень-Омская железная дорога, после постройки переименована в Омскую железную дорогу с присоединением к ней линии Тюмень — Екатеринбург Пермской железной дороги[5].
- В 1913—1916 гг. построены дороги Лысьва — Бердяуш (Западно-Уральская железная дорога) и Шарташ — Тавда (Северо-Восточная Уральская железная дорога).
- В сентябре 1919 года к Пермской дороге были присоединены железные дороги: Западно-Уральская, Богословская, Северо-Восточная Уральская и часть Омской. Протяженность дороги на 1 июня 1920 года составила 3891 версту или 4151 км[6].
- В 1930 году Котласская линия была передана в состав Северной железной дороги, тогда же Пермской дороге были переданы участки Челябинск — Курган, Челябинск — Полетаево — Троицк — Кустанай и достраивающиеся линии Троицк — Орск и Карталы — Магнитная[6].
- В апреле 1934 года, во исполнение постановления СНК СССР от 13 декабря 1933 года № 2673 «О разукрупнении железных дорог», дорога была разделена на две. Часть осталась в составе Пермской (Пермский, Чусовской, Красноуфимский, Свердловский, Тюменский, Тагильский районы), но уже с управлением в Свердловске, часть была передана вновь формируемой Южно-Уральской (Челябинский, Курганский, Троицкий, Златоустовский районы) с управлением в Челябинске (которой была передана и часть Самаро-Златоустовской)[6][7][8][9][комм. 1].
- 11 марта 1936 года постановлением ЦИК СССР Пермская железная дорога переименована в дорогу имени Л. М. Кагановича[10].
- В 1939 года из состава железной дороги имени Кагановича выделена Пермская дорога с управлением в Перми[6].
- В 1943 года дорога имени Кагановича была переименована в Свердловскую[6].
- В 1953 году Пермская и Свердловская железные дороги были объединены в Свердловскую с управлением в Свердловске[6].

## Руководство

### Начальники Пермской железной дороги
- 1878—1889 — Островский, Николай Степанович
- 1889—1893 — Замятнин, Павел Иринархович
- 1893—1904 — Повалишин, Алексей Михайлович
- 1904—1906 — Матрёнинский, Дмитрий Александрович[11]
- 1907—1909 — Свентицкий, Александр Андреевич
- 1909—1913 — Мошков, Сергей Владимирович
- 1913—1917 — Тихомиров, Александр Николаевич
- 1917—1918 — Бобин, Николай Ипполитович
- 1918—1919 — Бузин, Павел Сергеевич
- 1920 — Бобин, Николай Ипполитович
- 1920—1921 — Калугин, Дмитрий Владимирович
- 1921 — Крицкий, Николай Павлович
- 1921—1922 — Мовчан-Кухарук, Яков Макарович
- 1922—1926 — Емшанов, Александр Иванович
- 1926—1929 — Межин, Юрий Юрьевич
- 1929—1930 — Прокофьев, Захар Яковлевич
- 1930—1931 — Кулабухов, Михаил Михайлович
- 1931—1932 — Иванов, Константин Геннадьевич
- 1933—1935 — Миронов, Иван Никитич
- 1935—01.06.1937 — Шахгильдян, Ваган Пирумович
- 01.06.1937—1938 — Фалеев, Николай Михайлович
- 1938—1940 — Оборотов, Василий Ильич
- 1944—1950 — Самохвалов, Валериан Александрович
- 1950—1953 — Сугак, Дмитрий Степанович[12]

## Комментарии
1. ↑  В 1934-м же году в соответствии с Постановлением ВЦИК от 17.01.1934 года была упразднена Уральская область с образованием Свердловской, Челябинской, Обско-Иртышской областей.